# Селище Лідіївської копальні
Лідіївка — мікрорайон в Кіровському районі м. Донецька, колишнє селище.
До 1936 року було самостійним селищем.

## Історія
Селище сформувалось навколо шахти «Лідіївка» наприкінці ХІХ століття. Земля належала Дарині Горбачовій, але була взята в оренду Отто Шеном для будівництва копальні. На честь його доньки Лідії селище отримало свою назву.

Станом на 1897 рік у бараках копальні проживало 200 чоловік.

Пізніше, у 1900 р., землю орендувало Південно-російське Донське металургійне товариство, що збудувало нову велику шахту № 2-7.
. Термін оренди спливав у 1919 році.
Доволі швидко навколо шахти було збудовано селище з 21 будинку на 60 квартир для адміністрації та службовців, 35 будинків на 140 квартир для сімей та 76 казарм (гуртожитків) для одиноких робітників

З 7 (20) листопада селище входило до складу Української Народної Республіки, згодом — Української Держави. У 1918 році у селищі засновано товариство «Просвіта». Було відкрито курси української мови та українознавства, читальню, організовано лекції з «чарівним ліхтарем», засновано два дитячих садки.
 З листопада 1918 року по березень 1919 р. Лідіївку контролювали Збройні сили Півдня Росії.
Після кількох спроб більшовики захопили селище наприкінці 1920 р.

Унаслідок політики більшовиків шахтарі залишились без засобів до існування та голодували. Щоби виправити це становище, коваль Григорій Галунов сформував загін для відбирання продуктів харчування у селян. Загін вирушив у похід на с. Галицинівку, де проживали меноніти. Унаслідок сутички Григорій Галунов був убитий. В радянський час це було подано як прояв «класової боротьби», а на «Алеї Слави» встановлено памʼятник.

У 1922 році виникла комуна на чолі із громадянином США, хорватом за походженням Джоном Пінтером.

У жовтні 1932 року у селище приїжджав голова ВЦВК СРСР Михайло Калінін. На честь цього приїзду була встановлена меморіальна дошка.

21 квітня 1936 року селище приєднане до Донецька та увійшло до складу Кіровського району.

## Пам'ятки
У селищі є цвинтар німецьких військовополонених часів Другої світової війни.